# Айоваит
Айоваит — редкий минерал, водный оксихлорид магния и железа. Формула: 4Mg(OH)2•FeOCl•x(H2O); содержание воды варьирует.

## Общее описание
Состав образцов из типового местонахождения (в округе Су, штат Айова, США), проценты: MgO — 39,0; Fe2O3 — 21,16; Cl — 8,5; (H2O, Cl, F, OH) — 39,7. Сингония гексагональная. Спайность совершенная. Плотность 2,11. Твёрдость 1,5. На ощупь жирный, мылоподобный. Цвет голубовато-зелёный, зеленовато-белый, жёлтый. На воздухе светлеет и краснеет (превращается в пироаурит). Прозрачен. Черта белая. Блеск жирный.
Обнаружен в керне с глубины 300—450 м среди серпентинитов вместе с доломитом, бруситом, кальцитом и магнезитом. Образует прожилки в серпентините.